# Jules Claretie
Jules Arsène Arnaud Claretie, född 3 december 1840 i Limoges, död 23 december 1913 i Paris, var en fransk journalist, teaterledare och författare.
Claretie blev först ryktbar som påpasslig journalist och krönikör i olika tidskrifter, och blev 1885 ledare för Comédie française. Han invaldes 1888 i Franska akademien. Claretie utvecklade en stor litterär produktivitet. Bland hans romaner märks Madeleine Bertin (1868), Monsieur le ministre (1881), Candidat! (1887) och Birchanteau, comédien (1896). Bland hans sceniska verk märks en dramatisering av Monsieur le ministre (1883), och operan La navarraise med musik av Jules Massenet. Sina artiklar om teater har han samlat i La vie moderne au théâtre (tre band, 1869-1875). Bland hans historiska verk märks Histoire de la révolution de 1870-71 (fem band, 1875-1876).

## På svenska
- Millionen: Pariser-roman (översättning E. Lindahl, Skoglund, 1883)
- Noris: skildring ur Paris' literära lif (översättning C. A. Swahn, Lamm, 1884)
- Furst Zilah: ett äktenskapsdrama (okänd översättare, Lamm, 1885)
- Hypnotism och brott: roman (anonym översättning, Nya Pressen, 1889)
- Alldeles för vacker ; Puyjoli: en tidsskildring från revolutionen (översättning Amy Åkerhjelm, Fritze, 1892)
- Marskalksstafven: novel (anonym översättning, Helsingfors: Nya Pressen, 1895)
- Den dödes öga: pariserroman (anonym översättning, Helsingfors: Nya Pressen, 1897)
- Fanan (översättning Ellen Nervander, Helsingfors: Hagelstam, 1897)
- Cigaretten: berättelse från karlistkriget i Spanien (okänd översättare, Heike, 1910)
- Amerikanskan (översättning Göte Bjurman, Svenska Dagbladet, 1913). Ny uppl. Nordiska förlag, 1915
- Amerikanskan (översättning A. Berg (dvs. Adil Bergström), Holmquist, 1920)